# Küstenheiden und Krattwälder bei Cuxhaven
Küstenheiden und Krattwälder bei Cuxhaven este o arie protejată (arie specială de conservare — SAC, sit de importanță comunitară — SCI) din Germania întinsă pe o suprafață de 953,51 ha, integral pe uscat.

## Localizare
Centrul sitului Küstenheiden und Krattwälder bei Cuxhaven este situat la coordonatele 53°50′10″N 8°36′58″E / 53.8361°N 8.6161°E.

## Înființare
Situl Küstenheiden und Krattwälder bei Cuxhaven a fost declarat sit de importanță comunitară în iunie 2000 pentru a proteja 1 specie de animale. Situl a fost protejat și ca arie specială de conservare în decembrie 2004.

## Biodiversitate
Situată în ecoregiunea atlantică, aria protejată conține 15 habitate naturale: Dune de coastă fixe cu vegetație erbacee („dune gri”), Dune fixe decalcificate cu Empetrum nigrum, Dune fixe decalcificate atlantice (Calluno-Ulicetea), Dune împădurite din regiunile atlantică, continentală și boreală, Vegetație psamofilă uscată cu Calluna și Genista, Vegetație psamofilă uscată cu Calluna și Empetrum nigrum, Vegetație psamofilă uscată cu pășuni deschise de Corynephorus și Agrostis, Ape stătătoare oligotrofe până la mezotrofe, cu vegetație de Littorelletea uniflorae și/sau de Isoëto-Nanojuncetea, Lacuri și iazuri distrofice naturale, Pajiști umede nord-atlantice cu Erica tetralix, Pajiști uscate europene, Formațiuni ierboase bogate în specii de Nardus, dezvoltate pe substraturi silicioase în zone montane (și în zone submontane, în Europa continentală), Mlaștini turboase de tranziție și turbării mișcătoare, Depresiuni pe substraturi de turbă de Rhynchosporion, Păduri acidofile de stejar bătrân cu Quercus robur pe câmpii nisipoase.
La baza desemnării sitului se află o specie protejată de  nevertebrate: libelule (Leucorrhinia pectoralis).
Pe lângă speciile protejate, pe teritoriul sitului au mai fost identificate 7 specii de plante, 1 specie de amfibieni, 2 specii de reptile.